# Piletocera macroperalis
Piletocera macroperalis là một loài bướm đêm trong họ Crambidae.